# Повойничек трёхтычинковый
Пово́йничек трёхтычинковый (лат. Elatine triandra) — вид цветковых растений рода Повойничек (Elatine).

## Ботаническое описание
Небольшое (до 10 см высотой) водное или прибрежное однолетнее травянистое растение.
Стебли стелющиеся, ветвистые, 8—18 см длиной, укореняются в узлах (вегетативное размножение).
Листья супротивные, 5—15 мм длиной и 1—2 мм шириной. Листовые пластинки продолговатые или широколинейные, с цельным краем, тупоконечные, тёмно-зелёные, постепенно сужаются к черешку. Черешок очень короткий (1—3 мм длиной).

## Распространение и среда обитания
Вид широко распространён во внетропической Евразии.
В России встречается в европейской части и в некоторых частях Дальнего Востока.
Растёт на песчаных и илистых мелководьях, в болотах.

## Хозяйственное значение и применение
В аквариумистике повойничек трёхтычинковый, как и многие другие виды этого рода, используется как аквариумное растение. Наиболее благоприятными условиями для роста является сильное освещение и заиленный грунт.

## Классификация

### Таксономия
Elatine triandra Schkuhr, 1790, Bot. Handb. 1: 345
Вид Повойничек трёхтычинковый относится к роду Повойничек (Elatine) семейства Повойничковые (Elatinaceae) порядка Мальпигиецветные (Malpighiales). Кладограмма в соответствии с Системой APG IV по состоянию на декабрь 2023 года:
|  |                                      |  |                                   |                                   |                         |  | ещё 35 семейств | ещё 35 семейств           |                           |  |  |  | еще 30 подтвержденных видов и 1 вид, ожидающий подтверждения |
|  |                                      |  |                                   |                                   |                         |  | ещё 35 семейств | ещё 35 семейств           |                           |  |  |  | еще 30 подтвержденных видов и 1 вид, ожидающий подтверждения |
|  |                                      |  |                                   | порядок Мальпигиецветные          |                         |  |                 |                           | Повойничек                |  |  |  |                                                              |
|  |                                      |  |                                   | порядок Мальпигиецветные          |                         |  |                 |                           | Повойничек                |  |  |  |                                                              |
|  | отдел Цветковые, или Покрытосеменные |  |                                   |                                   | семейство Повойничковые |  |                 |                           | Повойничек трёхтычинковый |  |  |  |                                                              |
|  | отдел Цветковые, или Покрытосеменные |  |                                   |                                   | семейство Повойничковые |  |                 |                           |                           |  |  |  |                                                              |
|  |                                      |  | ещё 63 порядка цветковых растений | ещё 63 порядка цветковых растений |                         |  |                 | еще один ботанический род | еще один ботанический род |  |  |  |                                                              |
|  |                                      |  |                                   | ещё 63 порядка цветковых растений |                         |  |                 |                           | еще один ботанический род |  |  |  |                                                              |

### Синонимы
- Alsinastrum callitrichoides (Nyl.) Rupr.
- Alsinastrum triandrum (Schkuhr) Rupr.
- Birolia palludosa Bellardi
- Crypta triandra A.Braun ex Walp.
- Elatine callitrichoides (Nyl.) Kauffm.
- Elatine gracilis H.Mason
- Elatine hydropiper var. triandra (Schkuhr) Wahlenb.
- Elatine hydropiper var. tripetala Hartm.
- Elatine inaperta J.Lloyd ex Kuntze
- Elatine inaperta Lloyd
- Elatine microphylla Griseb.
- Elatine nivalis Speg.
- Elatine orientalis Makino
- Elatine oryzetorum Kom.
- Elatine senegalensis Perr. ex A.Chev.
- Elatine senegalensis Perrott. ex A.Chev.
- Elatine tetrandra Maxim.
- Elatine triandra f. callitrichoides (Nyl.) Saelán, Kihlm. & Hjelt
- Elatine triandra f. intermedia Seub.
- Elatine triandra f. stenophylla Seub.
- Elatine triandra f. submersa Seub.
- Elatine triandra f. terrestris Seub.
- Elatine triandra var. callitrichoides Nyl.
- Elatine triandra var. genuina Fassett
- Elatine triandra var. haitiensis Monach.
- Elatine triandra var. major Troch.
- Elatine triandra var. orientalis (Makino) Makino
- Elatine triandra var. triandra
- Ilyphilos triandrus (Schkuhr) Lunell
- Potamopitys inaperta (Lloyd) Kuntze
- Potamopitys triandra (Schkuhr) Kuntze